# Viande de chat

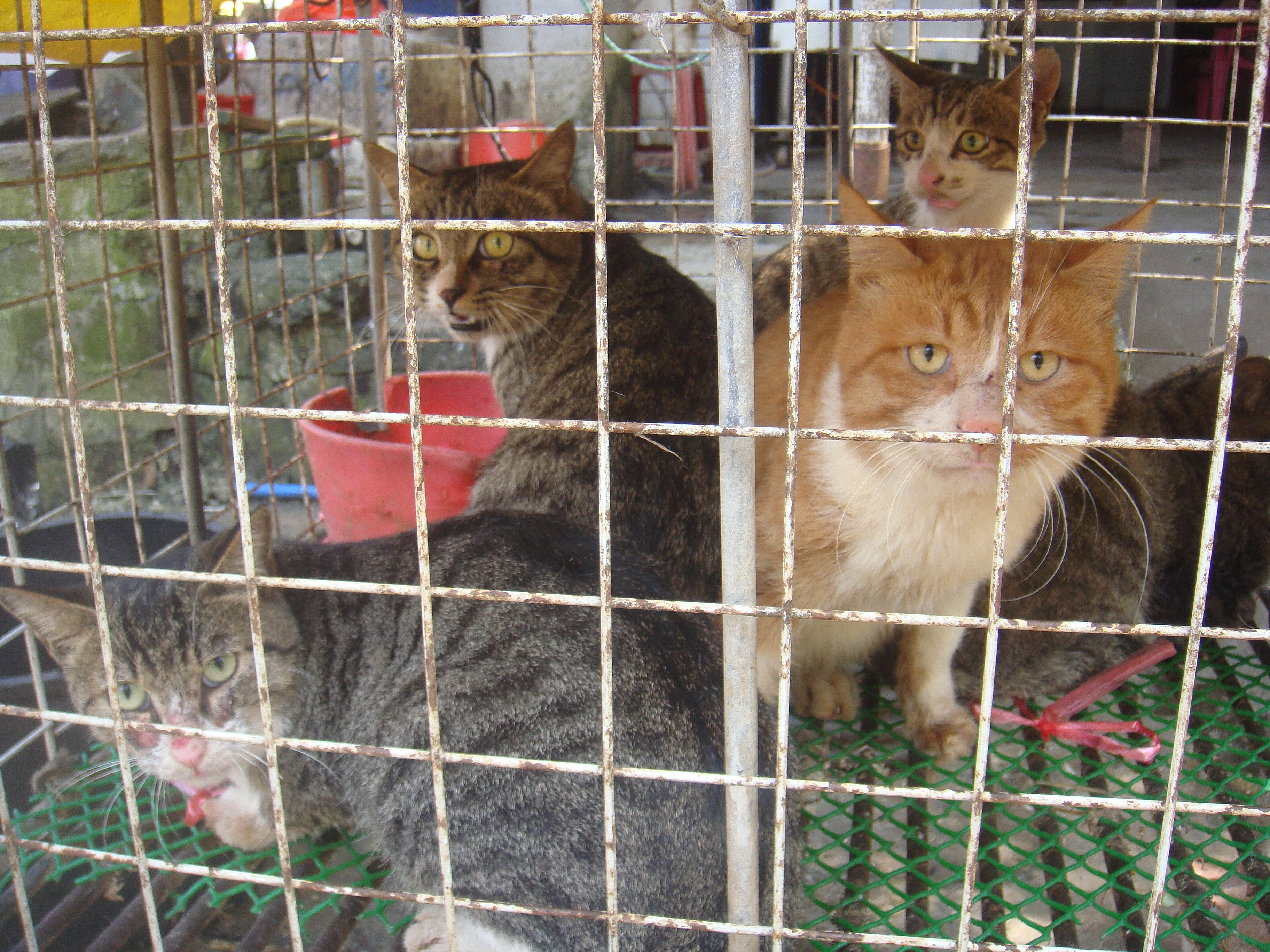
Chats encagés dans un restaurant de viande de chat en Asie de l'Est. Selon le propriétaire, les chats valent environ 4,20 USD par livre ou environ 20 USD par animal. Le chat est transformé ensuite pour être servi en hotpot (fondue asiatique) et vendu sous le nom de Dragon, Tiger and Phoenix Hotpot (2017).

La viande de chat est préparée à partir de chats domestiques pour la consommation humaine. L'acceptation sociale de cette pratique alimentaire diffère selon les régions du monde. Certaines sociétés n'ont eu recours à la viande de chat que par désespoir en période de guerre ou de famine, tandis que d'autres pensent que la consommation de chat apporte la chance ou la santé et disposent depuis longtemps de recettes de cuisine.
Un certain nombre de cultures et de religions considèrent la consommation de chat comme un tabou alimentaire pour des raisons d'hygiène ou morales. Les partisans de la consommation de viande de chat avancent que la différence entre la viande d'animaux de compagnie et de bétail est uniquement subjective.

## Consommation de viande de chat

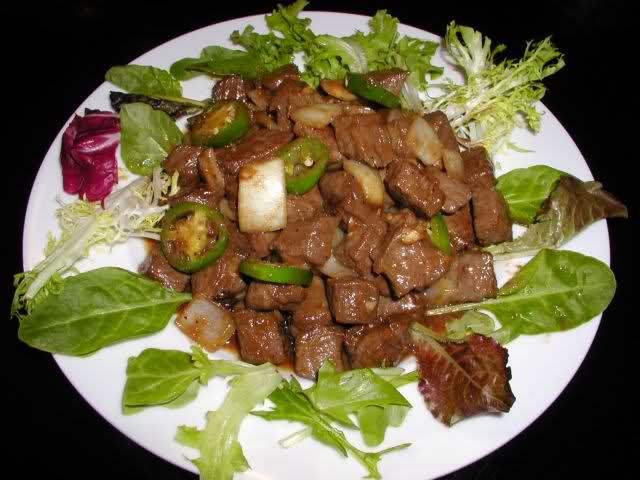
Plat de viande de chat au Vietnam (2009).

### Asie

#### Chine
Dans les provinces du Guangdong et du Guangxi dans le sud-est de la Chine, certaines personnes, en particulier les personnes âgées, considèrent la viande de chat comme une bonne viande pour se réchauffer durant l'hiver. Cependant, la consommation de viande de chat n'est pas acceptée dans le nord de la Chine. Environ quatre millions de chats sont mangés annuellement en Chine, et ce nombre augmente. Cependant, les restaurants de centre-ville où se rendent les touristes servent peu de cette viande qui se rencontre plutôt dans les restaurants à l'extérieur de la ville ou en banlieue.
L'estomac et les intestins des chats se mangent, ainsi que la viande des cuisses qui est cuisinée en boulettes servies dans la soupe alors que la tête et le reste de l'animal sont jetés. Dans le Guangdong, la viande de chat est l'ingrédient principal du plat traditionnel « dragon tigre phénix » (comportant serpent, chat, poulet), plat qui est censé fortifier le corps.
Les chats consommés dans le sud de la Chine proviennent souvent des provinces de l'Anhui et du Jiangsu,.
Le 26 janvier 2010, la Chine a lancé sa première proposition pour protéger les animaux locaux de la maltraitance avec des mesures d'emprisonnement (15 jours) pour les consommateurs de chats ou de chiens.
Avec l'augmentation de chats comme animaux de compagnie en Chine, l'opposition à la consommation de viande de chat augmente dans le pays,.
En 2020, en raison de la pandémie de Covid-19, la Chine établit une liste d'animaux autorisés à la consommation, parmi lesquels le chat ne figure pas. La consommation de viande de chat est par conséquent interdite.
Il est à noter que cette pratique était minoritaire.[réf. nécessaire]

#### Corée

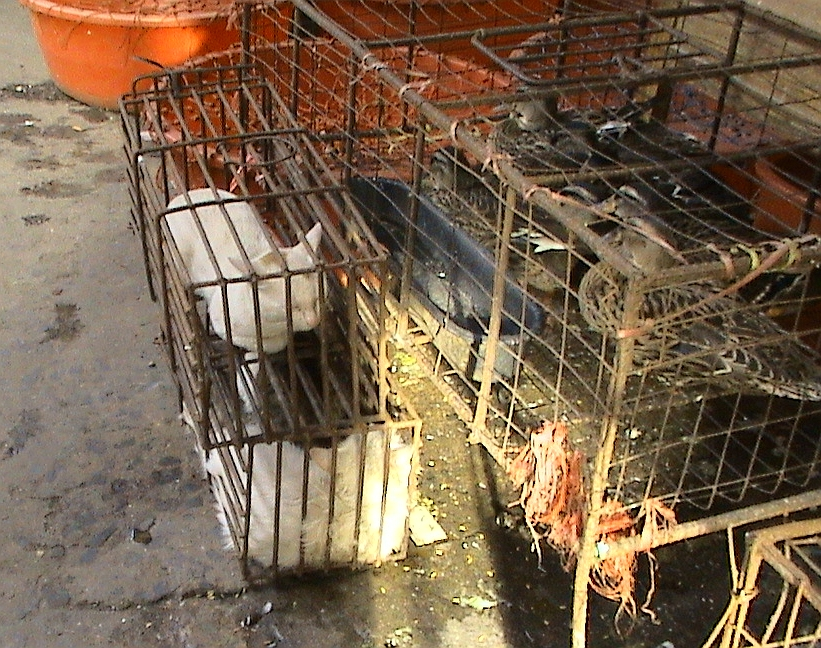
Chats et canards vendus pour leur viande sur un marché du sud-est asiatique (2009).

En Corée, la viande de chat est bouillie et utilisée comme fortifiant et comme remède populaire contre la névralgie et l'arthrite, mais la viande n'est pas consommée pour elle-même.

#### Japon
Au Japon, la viande de chat était consommée jusqu'à la période Tokugawa au XIXe siècle, mais serait aujourd'hui jugée inacceptable.

#### Indonésie
En Indonésie, la viande de chat est consommée dans la ville de Manado, au nord de l'île de Sulawesi, et est appelée ikang tusa. Mais des manifestations sont régulièrement organisées afin de mobiliser l'opinion publique contre cette habitude alimentaire.

### Amériques

#### Argentine
La viande de chat a été consommée dans la ville de Gran Rosario (es) en Argentine durant la crise économique de 1996. Comme les habitants de la ville le disaient aux journalistes, « ce n'est pas dégradant de manger de la viande de chat, ça remplit l'estomac d'un enfant ».

#### États-Unis
Aux États-Unis, la législation dépend des États. L'État de New York interdit explicitement l'abattage de chiens ou de chats, mais n'aborde pas le sujet de la consommation. La Californie interdit la possession de cadavre d'animaux « traditionnellement ou couramment considérés comme domestiques ou de compagnie », ce qui en criminalise la consommation. Dans plusieurs États comme le Missouri, aucune loi n'existe pour régir la commercialisation ou la consommation d'un animal de compagnie.

#### Pérou
Le chat n'est pas régulièrement mangé au Pérou mais il est utilisé dans des fricassées et des ragoûts dans deux villes du pays, la ville afro-péruvienne de Chincha Alta (région d'Ica) et la ville andine de Huari (en) (région d'Ancash). Les techniques de cuisine de viande de chat sont présentées chaque septembre lors du festival de Sainte Iphigénie dans la ville de La Quebrada. À Huari, le chat est utilisé en remplacement du cochon d'inde, plus utilisé dans les hauts-plateaux péruviens. Les habitants originaires de Huari sont souvent appelés mishicancas (du quechua mishi kanka signifiant « chat grillé »).

### Europe

#### France
En France, durant le siège de Paris par l'armée prussienne en 1870–1871, la faim pousse les Parisiens à manger de tout : chevaux, ânes, chiens, chats (25 000 dit-on), moineaux, animaux du zoo (dont les éléphants), avant d'en venir aux rats.,,. Des boucheries canines et félines voient le jour. « Le chat passait pour une gourmandise, les tabous s'exercèrent surtout sur le cheval et sur le chien ». Au menu du repas de Noël du 25 décembre 1870, Alexandre Choron, le chef cuisinier du Café Voisin, propose parmi les rôts un « chat flanqué de rats »,.
- Pendant le siège de Paris en 1870–1871

Pendant le siège de Paris en
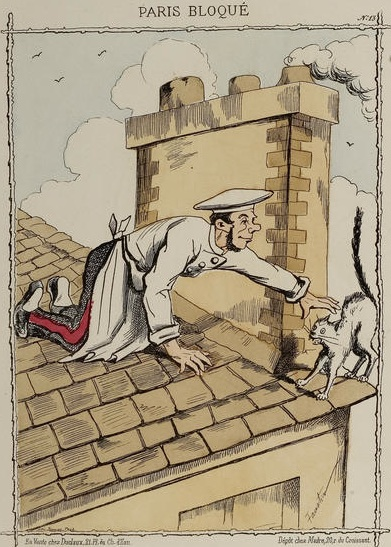
Paris bloqué : La chasse aux lapins de gouttière, caricature de Faustin Betbeder.
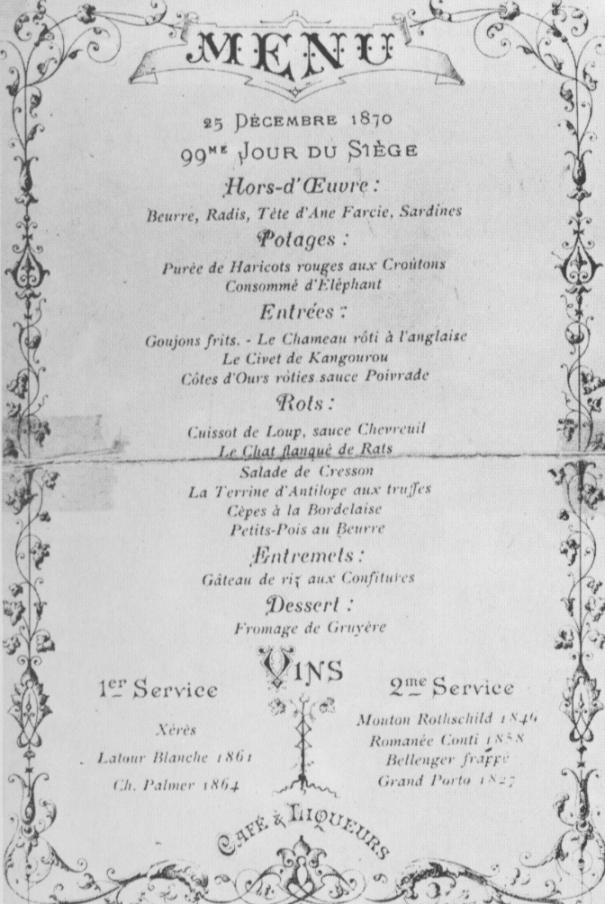
Menu de Noël 1870 au Café Voisin : « Le Chat flanqué de Rats ».

De nos jours en France, la viande de chat ne semble faire l'objet d'aucune réglementation spécifique. Cependant, le chat n'étant pas règlementé comme un animal de rente mais comme animal de compagnie, l'acte de le tuer (en dehors de l'euthanasie pratiquée par médecin vétérinaire pour raisons de santé) ou de les commercialiser à fin de consommation est puni comme acte de mauvais traitement (article L214-3 du Code rural et de la pêche maritime),.

#### Italie
En février 2008, l'écrivain culinaire Beppe Bigazzi, lors d'une émission télévisée, annonce que le ragoût de chat est un plat « succulent » et renommé dans sa région natale de Valdarno en Toscane. Il annonce plus tard que c'était une blague mais il ajoute que les chats étaient historiquement souvent mangés dans cette région durant les famines.
Cette viande est théoriquement interdite partout en Europe, sauf en Suisse,, mais quelque 7 000 chats seraient consommés dans les régions du nord de l'Italie chaque année.

#### Suisse
Les chats sont mangés dans certaines cultures rurales de Suisse,
.
Des recettes traditionnelles cuisinent les chats avec des branches de thym. Commercialement, le chat ne fait pas partie des espèces dont la viande est autorisée à la production, la vente et l'abattage, mais selon l'association SOS Chats Noiraigue qui a recueilli plus de 20 000 signatures en 2014 dans une pétition qui demande l'interdiction de la consommation de viande de chat et de chien, « environ 3% des Suisses mangent en cachette du chat ou du chien ».

#### Reste de l'Europe
Les chats étaient parfois mangés durant les périodes de famine. Les chats étaient vendus comme « lapin des toits » en Europe centrale durant les deux guerres mondiales,.
Il y a quelques documents attestant de la consommation de chat par jeu en Grande-Bretagne au XVIIIe siècle.

### Ailleurs dans le monde

#### Australie
Les aborigènes d'Australie de la région d'Alice Springs rôtissent ou cuisinent en ragoût les chats sauvages. D'autres habitants de la région ont pris cette habitude se justifiant par le fait que les chats sont une menace sérieuse à la faune endémique d'Australie.

#### Afrique

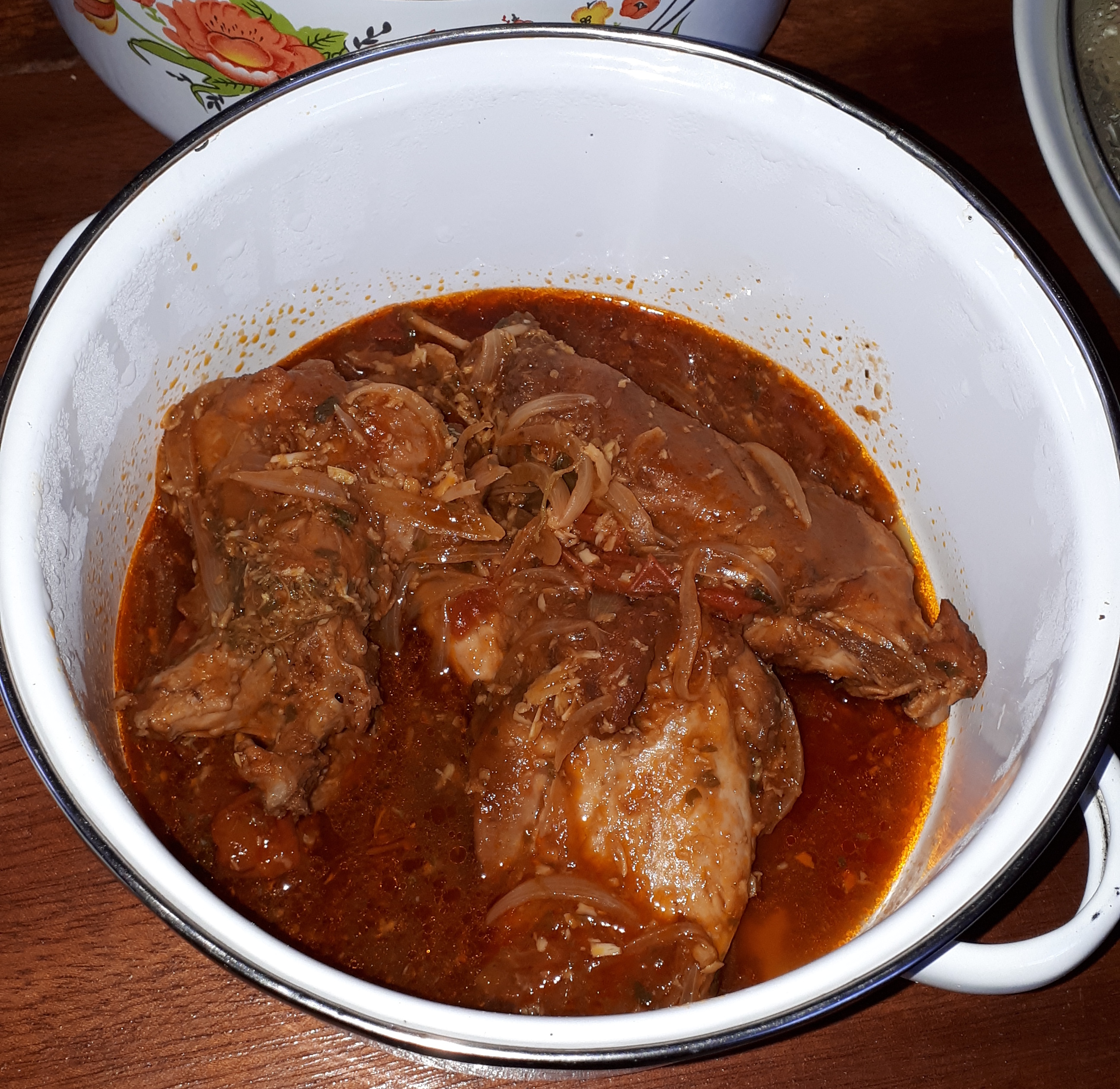
Plat à base de viande de chat, République Centrafricaine.

Dans certaines cultures camerounaises, il existe une cérémonie spéciale où des chats sont mangés pour apporter de la chance.
En Afrique de l'Ouest, notamment au sud du Togo et du Bénin, la viande de chat est perçue dans certaines cultures comme un mets festif, à l'origine d'agapes où la tête est souvent mise à prix. En effet, partant d'une croyance populaire que le chat revient toujours mourir dans la maison où il a été élevé, manger de la tête de chat avant un voyage à l'étranger ou un départ à la guerre serait le gage d'un retour sain et sauf au pays.

##### Maroc
Durant la famine de 1661–1663, les Marocains se nourrissaient de viande d'âne, de chat, de chien, de certains insectes comme les sauterelles (frites), d'escargots, de scorpions et de lézards.[réf. nécessaire]
L'écrivain Mohamed Al Amine Al Bazzaz affirme dans son livre Épidémie et famine que les Marocains se sont tournés vers la consommation d'animaux domestiques comme les chats et les chiens après avoir consommé de la viande de porc et de la charogne.